# عبد المنعم عبد الحي
عبد المنعم عبد الحي واحد من رواد الشعر الغنائي الحديث في السودان تغنى بقصائده عدد كبير من كبار المغنيين السودانيين منها ما حقق التغني بها نجاحاً كبيراً داخل السودان وخارجه.

## ميلاده ونشأته
ولد عبد المنعم عبد الحي في عام 1922 بالتقريب، من أبوين ينتمان إلى قبيلة الدينكا بجنوب السودان.

## تعليمه
بدأ دراسته في المرحلة الابتدائية بمدرسة الخرطوم الجديدة الأولية والتقى بالشاعر السوداني مبارك المغربي ثم في مدرسة الموردة الأولية (مدرسة العباسية، سابقا) بأم درمان ودرس المرحلة المتوسطة في مدرسة أم درمان الأميرية الوسطى ثم سافر إلى مصر عام 1934 م وأقام أولاً في مدينة القاهرة ثم في مدينة شبين الكوم .

## زواجه
تزوج عبد المنعم عبد الحي من سيدة مصرية وأنجبت له سته من الأبناء استشهد اثنان منهم أحداهما في حرب 1967 والآخر في حرب أكتوبر 1973 م و ثلاث بنات .

## تأثره بالفن الغنائي
نشأ في اسرة تعمل في فن الغناء وتأثر في صباه بوالدته التي كانت تتغنى بالمدائح النبوية والقصائد الصوفية وأخوه أحمد الذي كان عازفاَ للكمان لكل من الفنانين محمد سرور و عبد الكريم كرومة وكان يزور القاهرة من حين لآخر لمقابلة الفنانين السودانيين الذين كانوا يأتون إلى القاهرة لتسجيل أعمالهم الجديدة ومن بينهم المغني و الملحن إسماعيل عبد المعين والمطرب سيد خليفة الذي كان يدرس الموسيقى في القاهرة في منتصف الخمسينات وكتب له عبد المنعم قصيدتي «نانا»، و«إزيّكم»، والقصيدة الغنائية الشهيرة « المامبو السوداني» وقد تغنى سيد خليفة بهذه القصائد على المسارح العربية قبل عودته إلى السودان ونالت شهرة واستحسانا واسع النطاق خاصة المامبو السوداني التي أدخلت لوناً جديداً من الغناء في السودان مستوحى من موسيقى المامبو الأمريكية اللاتينية. وفي عام 1970 م سجل عبد المنعم عبد الحي لإذاعة ركن السودان بالقاهرة حديثاً تضمن ذكرياته وقصص قصائده.

## أعماله الأدبية
بدأ عبد المنعم عبد الحي في كتابة الشعر وهو بالمرحلة الوسطى بمدرسة أم درمان الأميرية. وتصدر معظم أعماله باللهجة السودانية العربية، ولكنه كتب أيضاً قصائد غنائية باللغة العربية الفصحى،. وتتنوع موضوعات شعره وتتعدد صورها ولكن يغلب عليها الغزل والحنين للأهل والوطن وأبلغ ما تعبر عن ذلك هي قصيدة نار البعد والغربة. 
وقد تغنى الكثير من كبار المغنيين السودانيين بقصائده في أغنيات سجلت نجاحاً كبيراً في السودان وفي بعض البلدان المجاورة ومن بينهم سيد خليفة (المامبو السوداني، وأسمر قول، وياقماري) و إبراهيم الكاشف (أسمر جميل)، و أحمد المصطفى (أنا أم درمان وفارق لا تلم) و حمد الريح (نار البعد والغربة)، ومحمد حويج (على ربى أم درمان، مين أحلى، وراحت ليالي النوى)، وعبيد الطيب (ياساير ياماشي النظرة ماشة معاك وقف وقف وسوقني معاك، وياروحي سلام عليك) و عبد العزيز محمد داؤود (دوام بطراهم، ويانديماً عب من كأس الصبا، وأحلام العذارى) و عثمان حسين ( يا ناس لا لا، وقصيدة يا ليالي المصير قولي لخلنا)،ومحمد حسنين (ياسهارى تعالو شوفو البي) ،وعثمان الشفيع (أسمر ياسميري،وأيامنا، وذاك الصباح أهو لاح ياحبيب) ،وابراهيم عوض (ياجمال دنيانا) ،وعبدالدافع عثمان(هبت نسايم الليل، وفي حبك ياخليلي.

## وظائفه
التحق بالمدرسة الحربية المصرية وتخرج فيها عام 1942 م برتبة ضابط بالجيش المصري الذي ظل يعمل فيه حتى تقاعد لواء في أواخر عام 1967 م.

## وفاته
توفي عبد المنعم عبد الحي بالقاهرة 1975 م.

## نماذج من قصائده

### من أنت.. يا حلم الصبا
من أنت.. يا حلم الصبا ؟
من أنت.. يا أمل الشباب
من أنت؟ من رحت أنشده و لكن لا أُجَاب
ارنو لصورتك الحبيبة بين أطياف الضباب
في الأرض في الأنهار في الشفق المنوّر في السحاب
وأحسها في خاطرى نور تدفق في انسياب
بالسحر بالآمال بالأنغام بالعطر المُذاب
بالورد بالأزهار بالكأس المتوج بالحباب
وأكاد أسمع في دمي صوت تضمّخ من شذاه
حتى متى أبقى على الدرب الطويل ولا أراه
من وحي أوهامي خلقتك رغم آلام الحياة
يا صورة الحلم الذي قد شعّ في قلبي سناه
ياومضة الأمل الذي قد عشت عمري في رجاه
شفتاك من ورق الورود ... وآه من تلك الشفاه
خداك من شفق المغيب ... و آه من خديك آه
وعيناك يكمن فيهما ليل تسربل من دجاه
إلى متى أدعوك لهفان الجناح
حتي متي ابقي علي الدرب الطويل بلا مراح
أبداً اسير مخيّرا بين الروابي والبطاح
ويكاد يحرقني الظمأ وتكاد تسحقني الرياح
من أنت.. يا نفح المُنى
من أنت يا نور الصباح

### نار البعد والغربة
نار البعد والغربة
شوق لأهلي والصحبة
شوق لكل جميل في الحي
شوق للشينة ولو صعبة
بين اليقظة والأحلام
بين اجفان تقول للنوم
أريت النوم يزورني اليوم
أنوم ولو ليلة واحدة في كل عام
آه بتطلع بدمع العين
زفرة بتشعل أنفاسي
آه بتداوي فينا حنين
ولا زفرة بتجيب ناسي
لو عبرة تزيل غصة
لو ذكرى تهدي حنان
لو إنسان صبح قصة
أنا القصة يا أم درمان

## قصائده المنشورة
- فارق لا تلم
- فتنتي
- سهران الليل أناجي القمرة
- النيل الفاض وامتلا
- رملتنا البيضا
- عيوني عشقو السهر
- قيف يازمن
- الحجل بالرجل
- ظهر نور الشروق
- يوم شفت القطار شالو سافر قلبي قبالو
- حليل مدني
- اقيف يازمان خلي السعادة تطول
- بالله يا أهل الهوى
- لحن العذاري
- حليل الدوام بطراهم
- انتصر ياحب
- ابتسمي لوتسمحي
- هبت نسايم الليل-في حبك ياخليلي
- ناس لالا
- ندامي الراح
- أوراق الخريف
- فراق حبي المولع ناري
- اسمر جميل
- ياعين ياساهرة
- ياساير ياماشي النظرة ماشة معاك وقف وقف وسوقني معاك
- سلام برده ليك
- اهوي الدنيا
- داك الصباح أهو لاح
- اسمر اسمر ياسمير
- إنساني
- يابانة
- المامبو السوداني
- كفاك صدود
- حبيبي ياساكن البوادي
- أرض الكنانة
- مابنساك يالمسافر وين ياهناي
- يامنايا
- ياحبيبي تعال
- هوي الفؤاد
- راحت ليالي
- نار البعد والغربة
- يا سهارا